# Youchao
Youchao (kineski 有巢, Yǒucháo), u kineskoj je mitologiji car drevne Kine, jedan od njenih prvih vladara. On je, prema mitu, izgradio prve kuće. Vladao je 110 000 godina.
Jedna legenda kaže da su Youchao, Suiren, Fu Xi i Shennong pomogli stvoriti svijet.
Ipak, o Youchaou se malo zna te je on doista opskurna mitska figura. Znan je i kao Da Chao.